# Gaïndara
Gaïndara est un village Camerounais de la région de l'Est. Il dépend du département de Lom-et-Djérem, de la commune de Bétaré-Oya et du canton de Mbitom. Il ne faut pas confondre Gaïndara dans le canton de M'bitom avec Ngaïndara (parfois écrit Gaïndara) dans le canton de Yayoué. 

## Population
D'après le recensement de 2005, Gaïndara comptait 164 habitants. Il en comptait 350 en 2011, dont 120 jeunes de moins de 16 ans et 40 enfants de moins de 5 ans. 

## Infrastructures
En 2011, la construction d'un forage d'eau potable et d'un puits d'eau potable étaient prévus.